# Cantonul Troarn
Cantonul Troarn este un canton din arondismentul Caen, departamentul Calvados, regiunea Basse-Normandie, Franța.

## Comune
| Comune                    | Populație (1999) | Cod poștal | Cod INSEE |
| ------------------------- | ---------------- | ---------- | --------- |
| Argences                  | ...              | 14370      | 14020     |
| Banneville-la-Campagne    | ...              | 14940      | 14036     |
| Cagny                     | ...              | 14630      | 14119     |
| Canteloup                 | ...              | 14370      | 14134     |
| Cléville                  | ...              | 14370      | 14163     |
| Cuverville                | ...              | 14840      | 14215     |
| Démouville                | ...              | 14840      | 14221     |
| Émiéville                 | ...              | 14630      | 14237     |
| Giberville                | ...              | 14730      | 14301     |
| Janville                  | ...              | 14670      | 14344     |
| Saint-Ouen-du-Mesnil-Oger | ...              | 14670      | 14637     |
| Saint-Pair                | ...              | 14670      | 14640     |
| Saint-Pierre-du-Jonquet   | ...              | 14670      | 14651     |
| Sannerville               | ...              | 14940      | 14666     |
| Touffréville              | ...              | 14940      | 14698     |
| Troarn                    | ...              | 14670      | 14712     |
| Vimont                    | ...              | 14370      | 14761     |